# Michael Leitermeyer
Michael Leitermeyer  (Viena, 21 de abril de 1799-ibíd. 3 de marzo de 1867) fue un director de coro y organista de Austria.

## Biografía

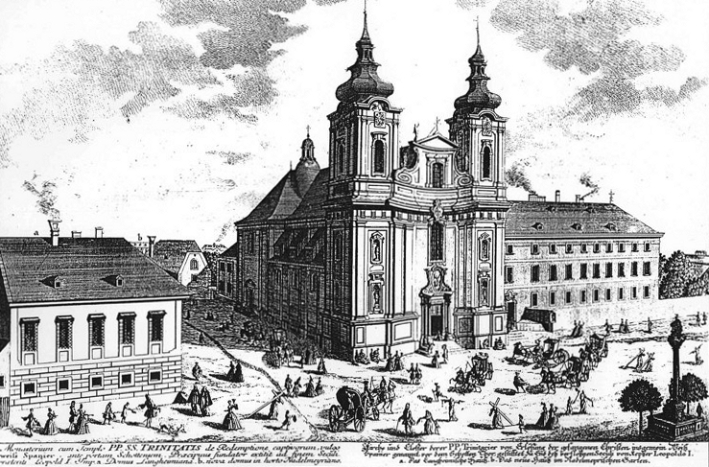
Iglesia donde Leitermeyer pasó parte de su vida como director de coro.

La mayor parte de su vida profesional transcurrió en el distrito Alservorstadt de Viena, donde dirigía el coro de la iglesia de la Santísima Trinidad de Alser (Alserkirche; en el grabado de la izquierda), muy popular en esa época, además de ser donde se celebró la ceremonia funeraria de Ludwig van Beethoven en 1827.
Leitermeyer era amigo desde la infancia del compositor Franz Schubert, así como de su familia, cuyos lazos se vieron plasmados en algunas obras pictóricas como la que aparece Leitermeyer junto a su mujer e hijas, y el hermano menor Schubert, Ferdinand, también se trasladaron en el terreno profesional, con colaboraciones conjuntas o encargos del director Leitermeyer a Schubert. Uno de estos encargos del director vienés, fue a inicios de la década de 1920, cuando Leitermeyer encargó a Schubert una obra religiosa nueva para poder llevar a su iglesia parroquial, cuyo trabajo final tomó forma bajo el nombre de misa n.º 6. No obstante, la muerte del compositor austríaco en 1928 hizo que no pudiera ver su propia obra representada. En su lugar, el hermano pequeño de Schubert, Ferdinand, fue quien hizo que finalmente pudiera ser estrenada en la iglesia de Alser, tal y como estaba proyectado desde le inicio, dirigiéndola Michael Leitermeyer. 
Posteriormente, entre otras obras de su amigo fallecido Franz Schubert, en 1841 también dirigió la Sinfonía.º 5 en sí bemol, algunas de ellas con fines recaudatorios para instituciones en favor de los huérfanos y viudas.